# 伊藤知巳
伊藤 知巳（いとう ともみ、1927年 - 1986年）は日本の写真評論家。カメラ雑誌の草分け「CAMERA」（アルス社）編集長、東京綜合写真専門学校、東京造形大学、現代写真研究所、桑沢デザイン研究所などの教員を歴任。土門拳の甥。

## 経歴
- 1927年、東京に生まれる。
- 1947年、早稲田大学文学部ドイツ文学専攻に入学[1]。
- 1950年、土門拳の助手としてつく[1]。
- 1951年、アルス社に入社[1]。
- 1955年、アルス「CAMERA」（1921年創刊）編集長[1]。
- 1957年1月、フリーの写真評論家となる。日本写真批評家クラブを改称し、日本写真批評家協会（初代会長＝木村伊兵衛）の設立に参画[2]。
- 1960年、日本ジャーナリスト会議（JCP）の支部として、写真支部設立に参加。
- 1965年、日本リアリズム写真集団（以下、JRP）に入会。
- 1967年、JRP事務局長となる。
- 1974年、JRP附属の写真学校「現代写真研究所」の設立に参加、教務主任になる[3]。
- 1983年、「土門拳記念館」設立準備委員、顧問。
- 1985年、「土門拳全集全13巻」（小学館）の編集に携わる。
- 1986年、山形県酒田市で心不全のため逝去。享年58。
- 1988年、現代写真研究所から『伊藤知巳写真評論集』刊行。

## 注
1. 1 2 3 4  伊藤知巳略歴
2. ↑  日韓現代写真史年表
3. ↑  現代写真研究所概要